# دام (فیلم ۱۹۷۸)
دام (به هندی: Phandebaaz) فیلمی محصول سال ۱۹۷۸ و به کارگردانی سمیر گانگولی است. در این فیلم بازیگرانی همچون درمندرا، موشومی چاترجی، پریم چوپرا، هلن، بیندو، رانجیت، هما مالینی ایفای نقش کرده‌اند.